# بلاتايا
بلاتيي (Πλαταιαί) هي قرية في فويوتيا في مقاطعة كينتريكي إلادا في اليونان.
يبلغ عدد سكانها حوالي 823 نسمة.
وبها وقعت معركة بلاتايا عام 479 ق م وبها هزم تحالف من المدن اليونانية الفرس.